# Gran Embajada

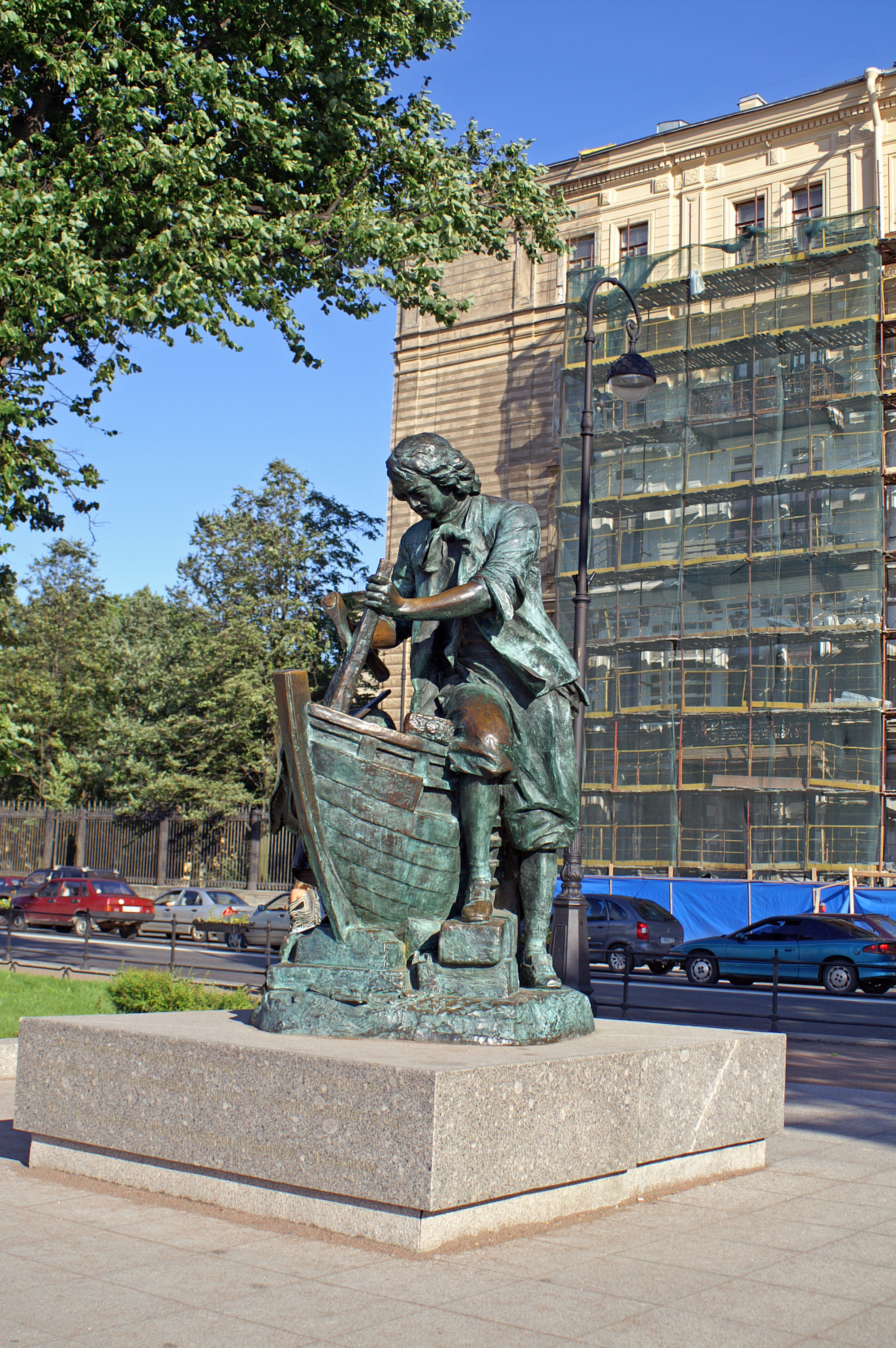
Estatua de Pedro el Grande en San Petersburgo, trabajando en la construcción de un bote.

La Gran Embajada (en ruso Великое посольство) fue una misión diplomática y educativa rusa, planteada a varios países en Europa Occidental entre marzo de 1697 y septiembre de 1698 por Pedro el Grande.

## Misión
La principal meta de esta misión era consolidar y ensanchar una alianza de Rusia con un número de países de Europa contra el Imperio otomano en su lucha por la línea de la costa septentrional del mar Negro, los especialistas encargados fueron reclutados por el servicio ruso, con órdenes de adquirir fuentes y armas militares. Otra meta que se pretendía alcanzar en el ámbito educacional era conocer los estilos de vida de las poblaciones europeas y aprender diferentes profesiones manuales que les interesara conocer.

## Historia e itinerario
Los boyardos quedaron muy sorprendidos el 16 de diciembre de 1696, cuando Pedro el Grande les presentó el proyecto de una “Gran Embajada”, junto con su intención de formar parte de ella. De hecho, la última vez que un Zar se había aventurado a viajar a tierras extranjeras había sido en el año 1075 (621 años antes), cuando Iziaslav I de Kiev, el Gran Príncipe de Kiev, fue a visitar a Enrique IV en Maguncia.
Oficialmente, la “Gran Embajada” estaba dirigida por tres embajadores: Franz Lefort, Fiódor Golovín y Prokopi Voznitsyn, cada uno de estos acompañados por doce caballeros y dos pajes. Dentro del personal había intérpretes, jinetes, médicos, cirujanos, sacerdotes y orfebres. Se puede observar que había 35 voluntarios cuya principal misión era ir a aprender, y uno más, el mismo Pedro, quien ocupó ese puesto bajo el seudónimo de Pierre Mijáilov, motivado por su deseo de conocer Europa mientras viajaba de incógnito.
Los principales lugares que quería visitar eran Ámsterdam, Berlín, Viena, Copenhague, Venecia y Londres. Pedro no incluyó a ninguna ciudad de Francia debido a que este país tenía unos lazos muy estrechos con Turquía como para esperar forjar una alianza ahí. Así, la gran embajada parte de Moscú el 20 de marzo de 1697, estableciendo que durante la ausencia del Zar un concilio de tres miembros (uno de los cuales era tío de Pedro) se encargaría de dirigir el país. También se formó una milicia solicitada por Fiódor Romodánovski para mantener el orden. 
La primera parada fue en Riga, de posesión sueca en ese entonces, donde la Gran Embajada fue recibida fríamente. Luego se dirigieron a Curlandia en Libovia donde fueron recibidos por el duque Federico Casimiro Kettler. En Mitovia, Pedro ve por primera vez el mar Báltico y queda maravillado.
Desde ahí la embajada bordeó la costa hasta Königsberg, donde Pedro aprendió la profesión de artillero, mientras los embajadores negociaban la alianza antiturca con Federico III de Brandeburgo.
El 7 de agosto de 1697 Pedro y su embajada llegaron a Ámsterdam, en Holanda, el país que había soñado conocer desde pequeño. Estando ahí inmediatamente se dirigió a la ciudad de Zaandam donde se hospedó en un gabinete que en la actualidad todavía existe. Después de una corta aventura por el mar, regresó a Ámsterdam, donde se hizo aficionado a la anatomía humana y dentro de su papel en la Gran Embajada, ya que se supone que ejercía los nuevos "talentos" en la medicina dental.
Dejando a la Gran Embajada en Ámsterdam, se embarcó con destino a Londres, en dónde permanecería tres meses con uno de sus amigos, Aleksandr Ménshikov, y algunos sirvientes. Allí se alojó en el n.º 15  de la calle de Buckingham donde el rey Guillermo III de Orange (conocido experto en construcción naval, de muelles y artillería) lo visita. En Inglaterra, sus destinos principales fueron la Academia de las Ciencias, la Universidad de Oxford, el castillo de Windsor, el Arsenal de Woolwich, los muelles, una constructora de cañones y la casa de Isaac Newton.
Cuando Pedro y Ménshikov regresaron a Ámsterdam en abril de 1698 inmediatamente partieron con su grupo hacia Viena. Ahí se reunió con Leopoldo I de Austria con el que tampoco consiguió forjar su esperada alianza. En ese momento se dieron cuenta de que, desde el punto de vista político, la Gran Embajada era una sucesión de fracasos debido a que ningún estado consideró oportuno a corto o largo plazo hacer una guerra contra el Imperio otomano; por el contrario, todos los intereses se encabezan hacia la sucesión del trono de España que se encontraba a las puertas de su guerra de sucesión.
Por último, su visita a Venecia fue cancelada debido a las noticias sobre la sublevación de los streltsí dentro de Moscú, que provocó la vuelta precipitada de Pedro a Rusia. 
Regresó a Moscú el 5 de septiembre de 1698; su viaje de 16 meses le permitió acumular muchos conocimientos en diversos campos, pero el desarrollo de su campaña político-militar había sido totalmente desesperanzadora, si bien había quedado satisfecho con las negociaciones hechas con Augusto II de Polonia, después de visitar Austria, con quien formaría la base para la alianza ruso-polaca en la Gran Guerra del Norte.